# Quintus Gargilius Antiquus
Marcus Paccius Silvanus Quintus Coredius Gallus Gargilius Antiquus war ein römischer Politiker und Senator des 2. Jahrhunderts n. Chr.
Antiquus stammte wohl aus der Provinz Africa; sein Vater war vielleicht Gargilius Antiquus, kaiserlicher Prokurator zur Zeit des Kaisers Trajan. Zuerst war Antiquus Statthalter der Provinz Arabia Petraea (um 116–118/119), im Jahr 119 wurde er dann Suffektkonsul. Zwischen 120 und 130 war er Statthalter (legatus Augusti propraetore) der Provinz Iudaea und danach der nach dem Bar-Kochba-Aufstand neu geschaffenen Provinz Syria Palaestina. Zum Abschluss seiner Karriere verwaltete er um 135 als Prokonsul die Provinz Asia.